# Aedas
Aedas ist das größte Architekturbüro der Welt gemessen an der Anzahl beschäftigter Architekten. Es ging 2002 aus einer Fusion von zwei britischen und einem Büro aus Hongkong hervor. Mit 1.020 angestellten Architekten war Aedas im Jahr 2007 das viertgrößte Architekturbüro der Welt (hinter Gensler, HOK, Nikken Sekkei und vor Foster + Partners, SOM).
Über den Globus verteilt besitzt Aedas insgesamt 32 Büros auf allen Kontinenten, mit Ausnahme Australiens. Vor allem in den Vereinigten Arabischen Emiraten mit Schwerpunkt in Dubai ist das Architekturbüro tätig, da dort aktuell eine hohe Bautätigkeit herrscht. Aedas deckt das komplette Spektrum an Architektenleistungen ab. Zusätzlich gibt es noch ein Forschungs- und Entwicklungsabteilung. Im Bereich der Architektur hat Aedas für fast jede Nutzung meist mehrere Projekte in seinem Portfolio vorzuweisen. So baute Aedas bereits Kulturbauten, Universitäts- und Schulgebäude, Krankenhäuser, Hotels, Wohn- und Bürobauten, Einkaufszentren, Öffentliche Bauten, Stadien sowie Verkehrs- und Industriebauten. Bei den Freizeit- und Vergnügungsbauten ist Aedas – gemessen am Umsatz – sogar das zweitgrößte Architekturbüro der Welt.
Außerdem arbeitet Aedas auf dem Gebiet der Stadtplanung (Masterpläne etc.) und Garten- und Landschaftsarchitektur.

## Ausgewählte Projekte

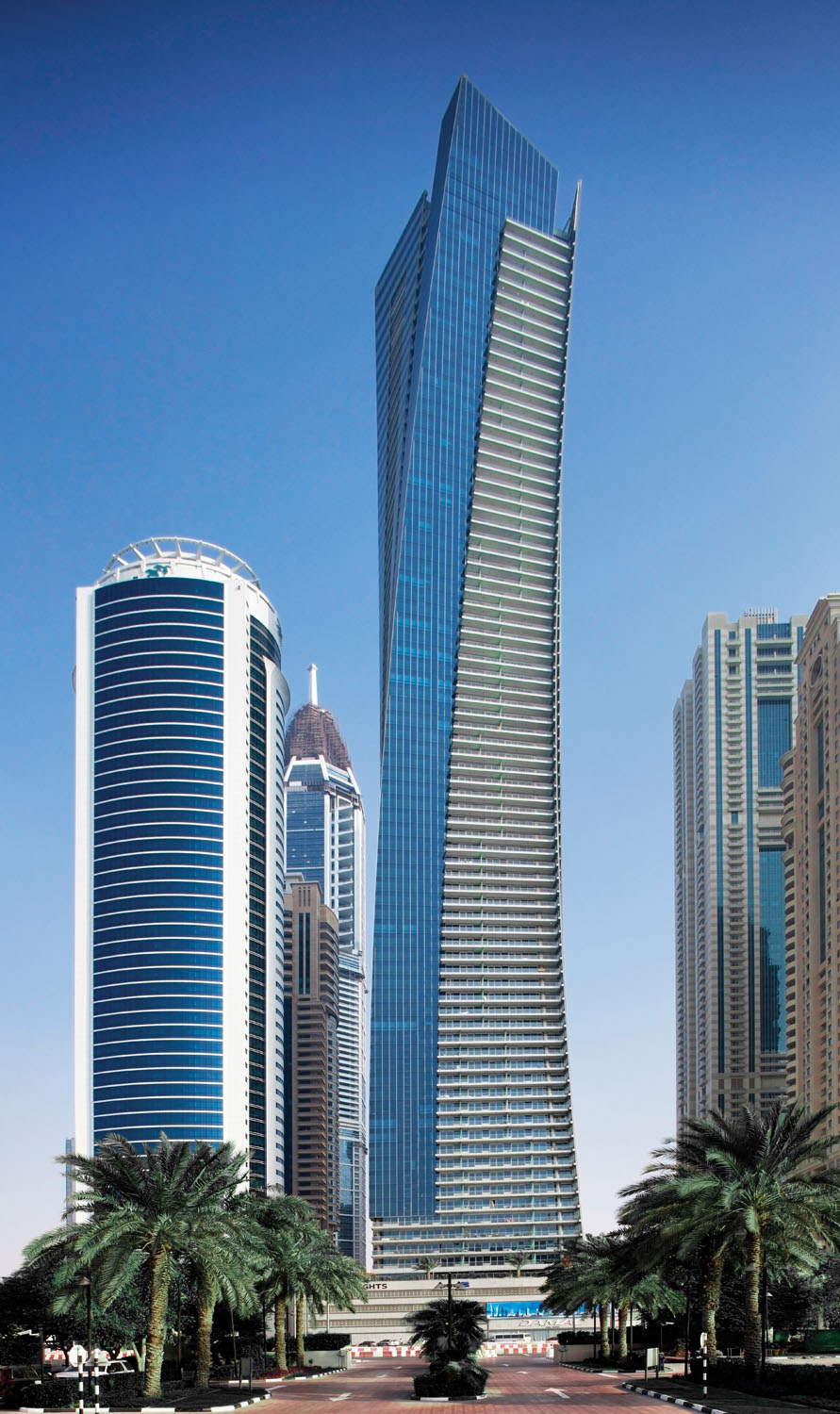
Ocean Heights in Dubai

Zu den bekanntesten Entwürfen zählt das in Dubai im Bau befindliche Pentominium (Bau derzeit wegen wirtschaftlichen Problemen unterbrochen).
Hier eine Liste der wichtigsten Projekte von Aedas:
- The Venetian Macao, Macao (2007)
- Ocean Heights, Dubai (2010)
- Marina Bay Sands, Singapur (2010)
- St Pancras Renaissance London Hotel, London (2011), als denkmalgerechte Sanierung des früheren Midland Grand Hotel
- Administration and Information Center der Xi’an Jiaotong-Liverpool University, Suzhou (2013)
- NFL Stadium, Los Angeles (2011)[9]

im Bau:
- The Wharf Times Square, Wuxi, China (im Bau, 2014)
- DAMAC Heights, Dubai (im Bau, 2016)
- Pentominium, Dubai (Bau unterbrochen)
- West Kowloon Station, Hongkong (im Bau, 2015)